# Massornas uppror
Massornas uppror (spanska: La rebelión de las masas) är en bok av den spanske filosofen José Ortega y Gasset, utgiven som artikelserie 1929 och i bokform 1930. Den handlar om massmänniskans uppkomst och väg till makten i det moderna europeiska samhället. Det är författarens mest lästa och inflytelserika verk. Boken gavs ut på svenska 1934 i översättning av Alf Ahlberg.

## Sammanfattning
Ortega y Gassett beskriver ett europeiskt samhälle som efter 1800-talets och det tidiga 1900-talets befolkningsökning och urbanisering har tagits över av vad han kallar för massmänniskor. Massmänniskorna kan komma från vilken social bakgrund som helst men utmärker sig med sin liknöjdhet och medelmåttighet. I det moderna samhället har dessa fått tillgång till institutioner och positioner som tidigare har varit reserverade för minoriteter av särskilt kvalificerade människor, vilket har orsakat stor skada.
Enligt Ortega y Gassett består alla samhällen ofrånkomligen av en begåvad minoritet och en massa av medelmåttor. Samhällen är hälsosamma så länge massan är ödmjuk och eliten lyckas fullfölja sin funktion på ett tillfredsställande sätt. Om något av detta misslyckas kan samhället inte längre fungera. Massmänniskor kan inte leda ett samhälle, på grund av sina svaga ideal och sin oförmåga att se de processer som formar världen, men de har förmågan att göra uppror mot en inkompetent elit. En massa kan i samband med detta misslyckas med att erkänna sin rätta plats, men kommer i sådant fall alltid bli desillusionerad och vända sig till en ny elit.